# Basilique San Martino (Magenta)
Pour les articles homonymes, voir Basilique San Martino.
La basilique San Martino est le principal lieu de culte de la ville de Magenta, en Lombardie. 

## Historique
Elle a été construite à la fin du XIXe siècle pour commémorer les morts de la bataille de Magenta de 1859 et pour faire face à l'augmentation de la population de la ville. Elle est dédiée à Saint-Joachim et à Saint-Martin de Tours.
Elle a obtenu le titre de « basilique mineure » en 1948.